# ناتالی کلی
ناتالی کلی (انگلیسی: Nathalie Kelley؛ زادهٔ ۵ اکتبر ۱۹۸۵) یک هنرپیشه اهل استرالیا است.
از فیلم‌ها یا برنامه‌های تلویزیونی که وی در آن نقش داشته است می‌توان به سریع و خشمگین: توکیو دریفت، امشب منو ببر خونه، خشن ۷، خاطرات خون‌آشام و دودمان اشاره کرد.

### اوایل زندگی
کلی در ۵ اکتبر ۱۹۸۴ در لیما، پرو، از مادری پرویی و پدری آرژانتینی متولد شد. او در سه سالگی به سیدنی نقل مکان کرد. او از جوانی آرزوی بازیگری را داشت. او در دبیرستان دخترانه شمال سیدنی شرکت کرد.

### حرفه
در سال ۲۰۰۵، براد کرن، آرون اسپلینگ و ای. دوک وینسنت، تهیه‌کنندگان اجرایی افسون‌شده، یک پایلوت یک ساعته برای دابلیوبی با عنوان پری دریایی ایجاد کردند. کلی به عنوان قهرمان سریال نیکی، پری دریایی که توسط مرد جوانی در ساحل میامی نجات می‌یابد، انتخاب شد. خلبان در نتیجه ادغام WB و UPN در CW انتخاب نشد. شبکه حاصل در نمایش پخش شد. در ژوئن ۲۰۰۶، کلی نقش مهم خود را به عنوان نیل در فیلم سریع و خشمگین: توکیو دریفت، سومین قسمت از فرانچایز سریع و خشمگین دریافت کرد. در مارس ۲۰۰۸، کلی در فیلم جنایی درام کم‌هزینه لود شده در کنار جسی متکالف ظاهر شد. در مارس ۲۰۱۱، کلی نقش کوچکی در فیلم کمدی یکپارچه سازی با سیستم عامل «امشب به خانه ببر»، با بازی تافر گریس، آنا فاریس و همکار استرالیایی ترزا پالمر، داشت. این فیلم در سال ۲۰۰۷ در لس آنجلس فیلمبرداری شد اما یونیورسال پیکچرز اکران آن را به دلایل نامعلومی به تأخیر انداخت. ماه بعد، کلی به عنوان قهرمان فیلم ترسناک کم‌هزینه کاوشگر شهری ظاهر شد که گروهی متشکل از چهار کاشف شهری را دنبال می‌کند که دنیای زیرزمینی را در زیر کلان‌شهر برلین کشف می‌کنند.
در سال ۲۰۱۰، کلی در موزیک ویدیوی آهنگ برونو مارس «همان جوری که هستی» به عشق عشق بازی کرد. در آگوست ۲۰۱۱، کلی در فصل دوم سریال تلویزیونی درام جنایی ABC، بدنه اثبات، برای ایفای نقشی تکراری قرارداد امضا کرد. کلی به عنوان دنی آلوارز در ده قسمت ظاهر شد و آخرین حضور خود را در قسمت «ویروسی شدن قسمت اول» انجام داد. در سال ۲۰۱۲، کلی نقش یک شاهزاده خانم خون‌آشام را در کلیپ ویدیویی «ماه کامل» از گروه دو نفره رگیتون پورتوریکویی بیبی رستا و گرینگو بازی کرد. در سال ۲۰۱۴، او یک نقش معمولی در سریال مادام العمر برنده شد. از سال ۲۰۱۶ تا ۲۰۱۷، کلی به عنوان سیبیل در فصل آخر سریال تلویزیونی The CW خاطرات خون‌آشام ظاهر شد. کلی در فصل اول سریال سلسله CW از سال ۲۰۱۷ تا ۲۰۱۸ در نقش کریستال بازی کرد. در سال ۲۰۲۰، او برای اولین بار در نقش اصلی نوآ همیلتون در سریال ABC نانوا و زیبایی بازی کرد.